# Сена (Кучево)
Сена је насеље у Србији у општини Кучево у Браничевском округу. Према попису из 2022. било је 117 становника.

## Демографија
У насељу Сена живи 194 пунолетна становника, а просечна старост становништва износи 48,3 година (48,2 код мушкараца и 48,3 код жена). У насељу има 84 домаћинства, а просечан број чланова по домаћинству је 2,76.
Становништво у овом насељу веома је нехомогено, а у последња три пописа, примећен је пад у броју становника.
|  |

| Демографија | Демографија | Демографија |
| Година      | Становника  | Становника  |
| ----------- | ----------- | ----------- |
| 1948.       | 466         |             |
| 1953.       | 482         |             |
| 1961.       | 476         |             |
| 1971.       | 438         |             |
| 1981.       | 409         |             |
| 1991.       | 354         | 284         |
| 2002.       | 232         | 308         |
| 2011.       | 175         |             |

| Етнички састав према попису из 2002.‍ | Етнички састав према попису из 2002.‍ | Етнички састав према попису из 2002.‍ | Етнички састав према попису из 2002.‍ | Етнички састав према попису из 2002.‍ |
| ------------------------------------ | ------------------------------------ | ------------------------------------ | ------------------------------------ | ------------------------------------ |
|                                      |                                      |                                      |                                      |                                      |
| Срби                                 | Срби                                 |                                      | 132                                  | 56,89%                               |
| Власи                                | Власи                                |                                      | 61                                   | 26,29%                               |
| Румуни                               | Румуни                               |                                      | 1                                    | 0,43%                                |
| Македонци                            | Македонци                            |                                      | 1                                    | 0,43%                                |
| непознато                            | непознато                            |                                      | 2                                    | 0,86%                                |

| Година пописа     | 1948. | 1953. | 1961. | 1971. | 1981. | 1991. | 2002. |
| ----------------- | ----- | ----- | ----- | ----- | ----- | ----- | ----- |
| Број домаћинстава | 111   | 108   | 109   | 114   | 103   | 90    | 84    |

| Број чланова      | 1  | 2  | 3  | 4  | 5 | 6 | 7 | 8 | 9 | 10 и више | Просек |
| ----------------- | -- | -- | -- | -- | - | - | - | - | - | --------- | ------ |
| Број домаћинстава | 27 | 19 | 13 | 10 | 4 | 9 | 2 | 0 | 0 | 0         | 2,76   |

| Пол    | Укупно | Неожењен/Неудата | Ожењен/Удата | Удовац/Удовица | Разведен/Разведена | Непознато |
| ------ | ------ | ---------------- | ------------ | -------------- | ------------------ | --------- |
| Мушки  | 98     | 16               | 60           | 14             | 8                  | 0         |
| Женски | 102    | 6                | 64           | 22             | 10                 | 0         |
| УКУПНО | 200    | 22               | 124          | 36             | 18                 | 0         |

| Пол    | Укупно                    | Пољопривреда, лов и шумарство | Рибарство                            | Вађење руде и камена | Прерађивачка индустрија       |
| ------ | ------------------------- | ----------------------------- | ------------------------------------ | -------------------- | ----------------------------- |
| Мушки  | 41                        | 4                             | 0                                    | 0                    | 8                             |
| Женски | 14                        | 3                             | 0                                    | 0                    | 0                             |
| УКУПНО | 55                        | 7                             | 0                                    | 0                    | 8                             |
| Пол    | Производња и снабдевање   | Грађевинарство                | Трговина                             | Хотели и ресторани   | Саобраћај, складиштење и везе |
| Мушки  | 0                         | 0                             | 3                                    | 1                    | 14                            |
| Женски | 0                         | 0                             | 5                                    | 0                    | 1                             |
| УКУПНО | 0                         | 0                             | 8                                    | 1                    | 15                            |
| Пол    | Финансијско посредовање   | Некретнине                    | Државна управа и одбрана             | Образовање           | Здравствени и социјални рад   |
| Мушки  | 0                         | 0                             | 1                                    | 1                    | 1                             |
| Женски | 1                         | 0                             | 0                                    | 1                    | 1                             |
| УКУПНО | 1                         | 0                             | 1                                    | 2                    | 2                             |
| Пол    | Остале услужне активности | Приватна домаћинства          | Екстериторијалне организације и тела | Непознато            | Непознато                     |
| Мушки  | 2                         | 0                             | 0                                    | 6                    | 6                             |
| Женски | 0                         | 0                             | 0                                    | 2                    | 2                             |
| УКУПНО | 2                         | 0                             | 0                                    | 8                    | 8                             |